# Калиновский химический завод
АО «Калиновский химический завод» (АО «КХЗ») — предприятие военно-промышленного комплекса по выпуску взрывчатых веществ в посёлке Калиново Невьянского района Свердловской области. Основано в 1915—1917 годах. Специализируется на выпуске промышленных взрывчатых веществ. На конец 1970-х годов входило в состав из 1770 предприятий ВПК так называемой «девятки» оборонных министерств СССР.
Завод расположен в северной части посёлка, на западном берегу озера Таватуй. Для транспорта грузов предприятие имеет неэлектрифицированный подъездной путь к станции Мурзинка Свердловской железной дороги.

## История

### Основание
Появлению Калиновского химического завода предшествовало строительство здесь Таватуйского динамитного завода в 1915 году. Во время Первой мировой войны властями Российской империи было принято решение о создании оборонных предприятий в тылу, в числе которых был Таватуйский завод.
Место для завода было выбрано в 7 километрах от разъезда № 118 Горнозаводской линии Пермской железной дороги, в 4 километрах от деревни Таватуй, у озера того же названия. Строительство было начато в начале 1916 года по заданию военного ведомства, акционерами бывшего Уральского Общества взрывчатых веществ. Все необходимые машины, котлы, станки, моторы, трубы, свинец и прочее оборудование было выписано из Англии. Производство на заводе должно было вестись по системе Натана, объём производства должен был составлять 60 000 пудов динамита в год.
К концу 1916 года работы по постройке завода были завершены приблизительно на 65-75 %, сумма вложенных средств составила свыше 5 миллионов рублей. Были построены и оборудованы: силовая станция, все вспомогательные мастерские, азотно-кислотное отделение с годовой производительностью до 60000 пудов моногидрата азотной кислоты, купоросное отделение с годовой производительностью до 200 000 пудов купоросного масла, концентрационное отделение для серной кислоты с двумя аппаратами Кесслера (ещё один, не установленный аппарат был вывезен в Полевской), денитрационное отделение; окончены строительные работы по всем динамитным мастерским. При заводе был построен посёлок из 10 жилых домов, с полезной жилой площадью в 2500 м² и больница, устроены бетонные тоннели для трубопроводов, уложены в них трубы, проведена узкоколейная железная дорога к разъезду, закончены все земляные работы по сооружению валов.

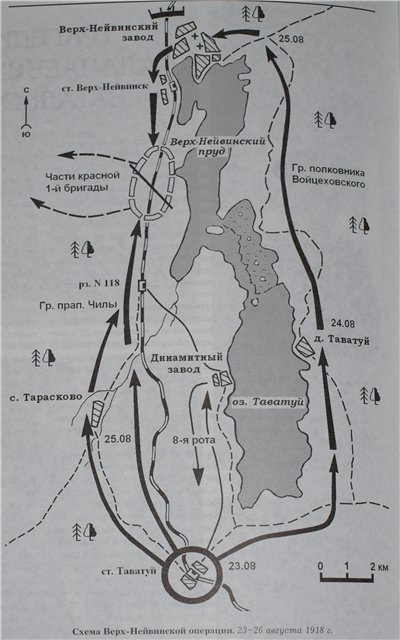
Схема Верх-Нейвинской операции

Наступившие в 1917 году революционные события в России послужили причиной прекращения отпуска средств, дальнейшая постройка завода прекратилась. Начавшаяся на Урале гражданская война с несколькими эвакуациями оказалась причиной расхищения значительной доли имевшегося на заводе большого запаса материалов и инструментов, находивших сбыт на рынке; много материалов было развезено по разным заводам Урала и, в частности, на Кыштымский динамитный завод. На Кыштымский же завод были вывезены 2 паровых котла Б и В поверхностного нагрева в 207 м² каждый; один такой котёл остался на заводе. На заводе к 1924 году оставались два паро-динамо общей мощностью в 250 л. с., три паровых компрессора с арматурой и другое механическое оборудование. Завод требовал надлежащих мер по консервации.
Во время Гражданской войны динамитный завод попал в эпизод так называемой Верх-Нейвинской операции, целями которой были овладение белочехами Верх-Нейвинским заводом и разгром красных войск. 24 августа 1918 года 8-я рота 3-го полка белочехов под командованием прапорщика Чила атаковала динамитный завод, выбила красных, но поздно вечером из-за контрудара вынуждена была его оставить. Тем не менее, обходным манёвром белочехи заняли 26 августа Верх-Нейвинск, а окруженные части красных были разбиты. Под властью белогвардейцев завод находился до середины июля 1919 года.

### Деятельность в 1920—1945 годах
16 августа 1920 года Таватуйский динамитный завод был передан в введение Районного правления Уральских заводов Основной Химической Промышленности, сокращённо «Райхимосновы». К октябрю 1922 года предприятие было передано специально организованному тресту «Уралхим», так как оно имело производственную связь с другими крупными химическими предприятиями Урала: например, для фабрикации динамита требовалась азотная кислота и купоросное масло, которые вырабатывались соответственно Кыштымским Азотнокислотным и Полевским химическим заводами; отработанная азотная кислота динамитных заводов могла быть использована при камерном получении серной кислоты, а отработанная серная кислота — для получения медного и железного купоросов на других предприятиях треста.
В издании 1923 года утверждается, что обсуждалась достройка «этого ценного и весьма нужного для Республики завода», на которую требовались средства в размере около 450 000 рублей золотом. Средства очевидно, не были выделены и между 1923 и 1924 годами была осуществлена консервация завода.
В 1928 году завод находился в законсервированном состоянии в ведении государственного объединения уральских и волжских заводов основной химической промышленности «Северный Химический трест». Основной капитал равнялся 330,4 тыс. рублей, в том числе в 303,4 тыс. рублей оценивались производственные здания и сооружения. Жилой фонд оценивался в 228,3 тыс. рублей.
В 1930-х годах на заводе было организовано производство армейских двуколок, а затем на заводских площадях были созданы Таватуйские базисные склады Наркомата боеприпасов СССР. На базе этих складов постановлением Государственного комитета Обороны СССР от 18.08.1941 № 510 и приказом Народного комитета Боеприпасов СССР от 22.08.1941 № 440 был создан завод для производства промышленных взрывчатых веществ под названием «Завод № 594», в дальнейшем названный Калиновским химическим заводом.
Осенью 1941 года на площадку завода № 594 было эвакуировано производство динамитов и аммонитов (71 ед. оборудования) завода № 59 НКБ им. Г. И. Петровского, располагавшегося в Ворошиловградской области, а позднее также производство динамита и аммонита (61 ед. оборудования) завода № 6 из Ленинграда. В 1942 году на завод также было передано производство динамита и аммонита (117 ед. оборудования) эвакуированного завода № 52 (Ленинградский Ульяновский завод), прибывшее в Молотов на завод № 98. В 1943 году строительство завода № 594 было завершено. К этой дате завод имел производственную площадь 1698 м²; вспомогательную — 688 м². В декабре 1942 года численность персонала завода составляла 365 человек.
В декабре 1941 — январе 1942 сюда прибыли ИТР и рабочие, эвакуированные с завода № 59. К концу июля 1942 года были сданы в эксплуатацию производство аммонита и вспомогательные участки. Первую продукцию предприятие начало выпускать с 1 августа 1942 года.
С декабря 1942 года по апрель 1943 года завод находился в ведении треста «Артсбыт», с августа 1943 по сентябрь 1944 года — в ведении 3-го главного управления наркомата боеприпасов. Имел обозначение «почтовый ящик 31» (1943 г.).

### Деятельность после реэвакуации (1945—современность)
В 1953 году завод № 594 находился в ведении 3-го главного управления Министерства оборонной промышленности.
К 1966 году как и все заводы оборонной промышленности завод № 594 получил «открытое» название — Калиновский химический завод — с упразднением «номерного» обозначения предприятия, а также новое условное наименование «почтового ящика» («Озеро», 1984). В сентябре 1984 года находился в ведении 5-го главного управления министерства машиностроения. Имел отраслевой код 0510 2 и наименование почтового ящика «п/я А-1849» (1984 г.).
11 октября 1995 года на Калиновском химическом заводе при сжигании производственных отходов прогремел взрыв и начался пожар — горел тротил[значимость факта?]. 
Постановлением правительства № 906 от 6 августа 1999 года предприятие было включено в перечень акционерных обществ, в отношении которых Росбоеприпас осуществлял единую государственную политику в сфере проведения работ по разработке, производству, ремонту и утилизации продукции.
В 2000-е годы завод был занят производством промышленных взрывчатых веществ (промежуточные детонаторы, смесевые и эмульсионные взрывчатые вещества). По Указу Президента РФ № 1009 от 4 августа 2004 года Калиновский химический завод вошёл в число стратегических оборонных предприятий.
Указом президента № 1052 от 10.07.2008 года завод был исключён из перечня стратегических предприятий и включён в состав Корпорации «Ростехнологии». В сентябре 2009 года, чтобы не допустить банкротства Калиновского химического завода, Правительством России была предоставлена субсидия за счёт средств федерального бюджета.
В соответствии с постановлением правительства № 96 от 20 февраля 2004г по приказу Минпромторга № 1828 от 3 июля 2015 года ОАО было включено в реестр организаций оборонно-промышленного комплекса и подчинено Минпромторгу (2015). В 2016 году входило в состав научно-производственного комплекса «Техмаш».

## Продукция
Продукция предприятия:
- Аммонит № 6 ЖВ и изделия из него
  - Патроны насыпные ПНП-А6ЖВ-90
  - Патроны насыпные ПНП-А6ЖВ-60
  - Заряды контурного взрывания колонковые (ЗКВК)
  - Аммонит № 6 ЖВ-порошок
  - Заряды контурного взрывания гирляндовые (ЗКВГ)
  - Патроны из аммонита 6 ЖВ диаметром 32 мм

- Гранулированные взрывчатые вещества
  - Граммонит марок 79/21, 30/70
  - Гранулит ЭМ-6
  - Граммонит 21 ТМЗ
  - Граммотол Т-18
  - Гранулиты марок АС-8, АС-4

- Детонаторы промежуточные универсальные
  - Детонаторы промежуточные универсальные (ДПУ)

- Эмульсионные взрывчатые вещества
  - Эмуласт АС-30 ФП
  - Вещества взрывчатые промышленные «Ярит-Н»
  - Сферит-ДП